# Дробоцький Олег Ігорович
Олег Ігорович Дробоцький (позивний «Художник»; 29 жовтня 1996, с. Вербовець, Тернопільська область — 6 березня 2023, біля с. Оріхово-Василівка, Донецька область) — український художник, фотограф, волонтер, військовослужбовець, старший солдат 67 ОМБр Збройних сил України, учасник російсько-української війни. Почесний громадянин міста Тернополя (2024, посмертно).

## Життєпис
Олег Дробоцький народився 29 жовтня 1996 року в селі Вербовці, нині Лановецької громади Кременецького району Тернопільської области України.
Закінчив відділення образотворчого мистецтва Кременецького педагогічного коледжу Кременецької обласної гуманітарно-педагогічної академії імені Тараса Шевченка, Львівську національну академію мистецтв (2019).
У 2018 році вступив до лав 2-ї резервної сотні Добровольчого Українського Корпусу, після чого у 2019 році підписав контракт із ЗСУ, й продовжив виконувати бойові завдання під час проведення АТО та ООС. 
Волонтерив та фотографував у зоні бойових дій.
З 24 лютого 2022 року став на обороні Києва, і пізніше повернувся у лави ДУК, на базі якого було створено 67 ОМБр ДУК. Служив стрільцем-санітаром 67-ї окремої механізованої бригади. 
У липні 2022 року брав участь у боях за місто Мар’їнка Донецької області.
Загинув 6 березня 2023 року біля с. Оріхово-Василівка на Донеччині. Не зважаючи на артилерійський обстріл до кінця обороняв позиції.
Похований 10 березня 2023 року в рідному селі. Залишилися батьки, брат та кохана.

## Творчість
Персональні виставки:
- «20/242: Донецьк. Аеропорт» (Львів, Івано-Франківськ, Луцьк, Рівне, Житомир, Дубно, Бердичів, Київ, Чернігів, Ланівці, Шостка, Харків, Дніпро, Миколаїв, Херсон, Львів)[1][2];
- «Залізо. Крик. Земля» (2023, Ланівці, посмертно)[3];
- «Два різних світи» (2023, Тернопіль, посмертно)[3][4];
- «Анатомія броні» (2023, посмертно, Ланівці, Тернопіль, Львів, Луцьк, Рівне, Київ[5], Хмельницький[6], Сарни[7], Івано-Франківськ, Косів, Калуш, Теребовля);
- «Донецький аеропорт» (2024, Тернопіль, посмертно)[8];
- «Фарби дихають війною» (2024, посмертно)[9].

Колективні виставки, організовані мистецькими проєктом «Ми і Світ» Благодійного Фонду Козицького:
- «Loneliness» (2023, Тель-Авів, Ізраїль);
- «Heritage» (2023, Тель-Авів, Ізраїль);
- «Unbreakable» (2023, Чикаго, США)[10].

## Нагороди
- почесний громадянин міста Тернополя (2024, посмертно) — за вагомий особистий внесок у становленні української державності та особисту мужність і героїзм, виявлені у захисті державного суверенітету та територіальної цілісності України[11].